# Anatolio di Laodicea
Anatolio di Laodicea (in greco Ἀνατόλιος; Alessandria d'Egitto, III secolo – Laodicea, 3 luglio 283) è stato un vescovo e scrittore greco antico di Laodicea di Siria.

## Vita
Nativo di Alessandria d'Egitto, secondo Eusebio fu tra gli uomini più illustri del suo tempo nella letteratura, nella filosofia,nella matematica, nell'astronomia e nelle altre scienze e gli alessandrini lo esortarono ad aprire una scuola di filosofia aristotelica. Rese grandi servigi agli abitanti di Alessandria durante l'assedio del 262 da parte dei Romani. Da Alessandria si recò quindi in Siria.
A Cesarea di Palestina fu ordinato vescovo da Teotecno, del quale fu per qualche tempo vicario. In seguito, in AD 268, mentre era in viaggio per Antiochia per partecipare a un sinodo, fu trattenuto dalla popolazione di Laodicea e divenne vescovo di questa città.
Della sua vita successiva nulla è noto, ma secondo alcune fonti subì il martirio.

## Opere
Anatolio fu autore di un trattato di aritmetica in dieci libri, di cui sopravvivono alcuni frammenti nei Theologoumena dell'aritmetica (Θεολογούμενα τῆς Ἀριθμετικῆς), una compilazione di autore ignoto, che illustra proprietà matematiche e simboliche dei primi dieci numeri e di quelli da loro derivati. Per esempio un frammento di Anatolio illustra il 385, che è la somma dei quadrati dei primi dieci numeri ed è uguale a 55x7.
Anatolio fu anche un importante studioso di astronomia. Circa nel 260 scrisse un'opera sul calcolo della data della Pasqua, di cui Eusebio conserva un lungo frammento. In quest'opera Anatolio utilizzò per la prima volta il ciclo metonico per il calcolo del ciclo dei pleniluni pasquali. Per questo può essere considerato il fondatore della scuola alessandrina che stabilì le regole del "computus paschalis" già prima del Concilio di Nicea. Tali regole furono poi adottate da tutta la cristianità fino all’anno 1582, quando il calendario giuliano fu sostituito dal calendario gregoriano.
Di questa opera esiste solo la traduzione latina (che alcuni attribuiscono a Tirannio Rufino) intitolata Volumen de Paschate o Canones Paschales. Ne sopravvivono sette manoscritti, oggi per lo più indicati come Liber Anatolii de ratione Paschali, o come De ratione paschali. I dettagli della proposta di Anatolio, riportati nei manoscritti, risultarono poco comprensibili, perché alterati nell'ambito di una lunga controversia fra la  chiesa celtica e quella romana sulla data della Pasqua. L'algoritmo con cui Anatolio aveva elaborato il suo ciclo pasquale di 19 anni rimase ignoto per diciassette secoli sino allo studio di due irlandesi Daniel P. Mc Carthy e Aidan Breen.
Le date del ciclo lunare metonico di 19 anni proposte da Anatolio sono successive di due giorni (raramente tre) a quelle del finale, è il ciclo lunare alessandrino classico di 19 anni. Questa discrepanza, evidentemente, è dovuta ad una diversa definizione di "novilunio". Anatolio considera come giorno del novilunio, che precede la luna piena pasquale di 14 giorni, quello in cui alla sera compare la prima falce della Luna nuova, mentre altri autori, tra le altre il vescovo Teofilo di Alessandria, stimavano l'arrivo del plenilunio in base all'ultimo giorno in cui al mattino si poteva scorgere l'ultima falce di Luna calante. Le date del ciclo lunare alessandrino furono stabilite da Anniano di Alessandria e adottate dal vescovo Cirillo di Alessandria; vennero poi riportate nella tabella pasquale di Dionigi il Piccolo e in quella di Beda il Venerabile. Calcolavano le date della domenica pasquale usando la regola “Domenica pasquale è la prima domenica dopo la luna piena pasquale”.

## Culto
La Chiesa cattolica lo ricorda il 3 luglio:
(Martirologio Romano)